# 大坡古城
大坡古城，位于中国吉林省榆树市大坡镇，为一个省级文物保护单位，类型为古遗址，公布时间为1981年4月20日。该文物保护单位由榆树市博物馆管理。
大坡古城的历史年代为辽金。